# Philoscaptus bonariensis
Philoscaptus bonariensis är en skalbaggsart som beskrevs av Hermann Burmeister 1847. Philoscaptus bonariensis ingår i släktet Philoscaptus och familjen Dynastidae. Inga underarter finns listade i Catalogue of Life.